# غريغ كيلسير
غريغ كيلسير (بالإنجليزية: Greg Kelser)‏ مواليد 17 سبتمبر 1957 في بنما سيتي، هو لاعب كرة سلة أمريكي معتزل. بدأ مسيرته الاحترافية في سنة 1979. تم اختياره من قبل فريق ديترويت بيستونز خلال الدرافت. يبلغ طوله 6 قدم 7 بوصة (2.0 م). اعتزل اللعب في 1985. أحرز خلال مسيرته في الإن بي إيه 2961 نقطة بمعدل 9.7 نقاط في المباراة الواحدة.

## المسيرة الاحترافية
لعب مع ديترويت بيستونز من سنة 1979 إلى 1982، ثم لعب مع سياتل سوبرسونيكس في سنة 1981، ثم لعب مع لوس أنجلوس كليبرز في موسم 1983–1984، ثم لعب مع إنديانا بايسرز في سنة 1985.

## روابط خارجية
- غريغ كيلسير على موقع إن بي أي (الإنجليزية)
- غريغ كيلسير على موقع سبورتس رفرنس (الإنجليزية)
- غريغ كيلسير على موقع كلية كرة السلة في سبورتس رفرنس.كوم (الإنجليزية)
- غريغ كيلسير على موقع ريلجم (الإنجليزية)
- غريغ كيلسير على موقع بروبوليرز (الإنجليزية)